# Zollgebiet
Als Zollgebiet bezeichnet man ein Gebiet, an dessen Grenzen Einfuhrabgaben erhoben werden und an denen Zoll- und Grenzkontrollen durchgeführt werden.

## Zollgebiet und Staatsgebiet
Das Zollgebiet ist zwar häufig mit dem Staatsgebiet identisch, jedoch nicht immer. Deshalb ist auch die Zollgrenze nicht immer identisch mit der Staatsgrenze.
Beispielsweise kann ein Freihafen zum Wirtschaftsgebiet und Steuergebiet eines Landes gehören, vom betreffenden Zollgebiet aber ausgenommen sein.
Gleiches kann für bestimmte Territorien gelten: So gehören die Inselgruppe Helgoland und die Gemeinde Büsingen am Hochrhein zwar zum deutschen Staatsgebiet, jedoch nicht zum Zollgebiet der Europäischen Union. Deswegen werden zum Beispiel in Helgoland auch zollfreie Waren feilgeboten.

## Zollgebiete/Überwachung
Eine Zollgrenze wird von der zuständigen Zollbehörde überwacht.
Die EU hat einen gemeinsamen Europäischen Binnenmarkt und durch den Zollkodex der Union ein gemeinsames Zollgebiet: das Zollgebiet der Union. Innerhalb dieses Gebietes entfallen somit – abgesehen von bestimmten Ausnahmen – jegliche Einfuhrabgaben.
In Deutschland geschieht die Überwachung durch die Bundeszollverwaltung, in Österreich durch die Österreichische Zollverwaltung. Das Schweizer Zollgebiet wird vom Bundesamt für Zoll und Grenzsicherheit überwacht.